# Hôrka nad Váhom
Hôrka nad Váhom (węg. Vághorka) – wieś i gmina (obec) w powiecie Nowe Miasto nad Wagiem, w kraju trenczyńskim, w zachodniej Słowacji. Wieś po raz pierwszy została wspomniana w 1246 jako należąca do zamku Tematín. Miejscowość leży pomiędzy zachodnim zboczem Gór Inowieckich a północną częścią Niziny Naddunajskiej.

## Klimat
Jako że wieś położona jest w obszarze gorącego zachodniego zbocza Gór Inowieckich, klimat jest tu zazwyczaj ciepły. Podczas letnich dni temperatura osiąga średnio 25 °C.

## Topografia
W zachodniej nizinnej części wsi dominują grunty osadowe, składające się z piasku, gliny i osadów. Obszar górzysty stanowi prawie 8 km długości doliny Hôrčanskiej i sąsiednich zboczy. Najważniejszą rzeką miejscowości jest rzeka Wag. We wsi znajdują się prawnie chronione obszary i obiekty przyrodnicze: PR Prieľačina oraz pomnik przyrody Pseudoterasa Váhu.

## Zasoby genealogiczne
Zapisy badań genealogicznych przechowywane są w archiwum państwowym „Statny Archiv w Bratysławie, na Słowacji”:
- zapisy kościoła rzymskokatolickiego (urodzenia/małżeństwa/zgony) w parafii A,
- zapisy kościoła luterańskiego (urodzenia/małżeństwa/zgony) w parafii B.